# بيغ بن عدن

ساعة بيغ بن عدن

بيغ بن عدن هي ساعة برج يعود بناؤها إلى عام 1890، متوقفة عن الدوران منذ نحو ربع قرن وعادت للدوران في فبراير 2012. وتقع الساعة على مرتفع تل بمنطقة وحي التواهي بمحاذاة ميناء عدن شيده البريطانيون إبان استعمارهم لعدن الذي بدأ في 1839 وانتهى في 1967.

## إعادة إعمار الساعة
أعلن المجلس المحلي ومكتب الأشغال العامة تنفيذ مشروع تشغيل ساعة بيغ بن عدن بـ 24 ألف دولار أمريكي بعد استكمال توريد قطع الغيار من شركة بريطانية، بحيث يتم وضع أربعة أوجه جديدة رئيسة للساعة من مادة الفايبر جلاس الأبيض وتركيب الأضواء الداخلية وعقارب الساعة وأداة للتحكم وتطوير الهيكل الخارجي لها.

## تاريخ
شيد هذا الصرح منذ أكثر من 120 عاماً عندما كانت عدن تخضع لإمرة مستعمرات الهند البريطانية الشرقية، صممها مهندسون بريطانيون وفقاً لتصميم ساعة بيغ بن في لندن ووصفوها بأنها «بيغ بن العرب» أو «بيغ بن الشرق».
تم تشييد ساعة بيغ بن عدن في عام 1890 بمشاركة عدد من أمهر المهندسين البريطانيين اشتركوا في تصميمها وبنائها مع عدد من العمال المحليين من الحجارة ذات اللون الأسود والأسمنت الحجري الممزوج بمادة قوية تخلط مع الماء. والصرح عبارة عن مستطيل الشكل وسقفه أشبه بشكل مثلث متساوي الأضلاع مطلي بالقرميد الأحمر المطلي.
يبلغ قطرها حوالي متر من الأربع الجهات وعرضها 1,5 متر وارتفاعها 22 متراً، بداخلها سلم حديدي ذو سمك خفيف وشكل حلزوني يمتد حتى أعلى الساعة تطل على البحر مباشرة وعلى ضاحية منطقة التواهي.
كانت عقارب الساعة نهاية دورانها لساعة كاملة تصدر رنةً قوية يصل صداها إلى الجميع ويسمعه أهالي الأحياء المجاورة في مدينة عدن وخصوصاً في الليل حين يخيم الصمت والهدوء في المنطقة.
كان مبنى الساعة يدار من قبل حراس متخصصين يقومون بتعبئتها يدوياً بعد كل ساعة، ولكن مع مر السنين تعرض المبنى لعوامل التعرية بجانب إهمالها لتتوقف في منتصف ستينيات القرن الماضي، ثم أجريت لها صيانة في عام 1983 ليعاد تشغيلها لثلاث سنوات وبعدها توقفت مجدداً بسبب أحداث المواجهات الدموية التي شهدتها مدينة عدن في يناير 1986 وعندئذ توقفت الساعة وتعرضت أغراضها للنهب وتحولت بعض أجزائها إلى خردة تباع في السوق السوداء.
بعد حرب 1994م تم نهب أكثر محتويات الساعة وبيعها وتوقفت بشكل كامل ضلت الساعة لعقود تذكر مواطني عدن بأيام الإنجليز ومع صعوبة الحياة أصبح الحنين لأيام الإنجليز أكثر وضوحا
قضت الملكة إليزابيث الثانية أياماً داخل مدينة عدن عام 1954 في فندق كريسنت في التواهي التي تقع فيها الساعة. وأمرت الملكة بتمديد فترة زيارتها إلى شهر آخر بعد ارتياحها بمدينة عدن، التي كانت تسمع كل صباح ومن على شرفات نوافذ جناحها في الفندق دقات الساعة.